# Würzburger Residenz
Würzburger Residenz (Würzburg-residensen) er et barokslot midt i Würzburg. Det var residens for fyrstbiskopperne af fyrstbispedømmet Würzburg til sekulariseringen under Napoleonskrigene. Slottet hører til hovedværkerne i den sydtyske barok og er Europas vigtigste residensbygning i senbarok. Slottet findes på UNESCOs liste over verdens kulturarv.

## Kunst- og bygningshistorisk betydning
UNESCO begrunder det med, at Würzburg-residensen er det mest homogene og usædvanlige af alle barokslotte, at det er enestående gennem sin originalitet, dets ærgerrige bygningsprogram og den internationale sammensætning og at slottet er en syntese af den europæiske barok. Det var sæde for et af de mest strålende fyrstehoffer i Europa. Slottets spejlkabinet betegnes som det mest fuldkomne rumkunstværk i rokoko.

## Historie
Residensen blev i 1720 påbegyndt under fyrstbiskop Johann Philipp Franz von Schönborn. Fyrstbiskopen døde allerede fire år senere. Opgaven gik til den 33-årige arkitekt Balthasar Neumann, som fuldførte slottet som råbygning i 1744 under den første bygherres bror, fyrstbiskop Friedrich Carl von Schönborn.
Den indvendige udsmykning med fresker og stukarbejder blev udført af bl.a. Giovanni Battista Tiepolo (1752, trappehuset med den største loftsfresko i verden, kejsersal, slotskirke) af Antonio Bossi (1749) og Johannes Zick (1750, havesal).
Den indre færdiggørelse
- begyndte under Friedrich Carl.
- Under hans efterfølger Carl Philipp von Greiffenklau blev de berømte malerier fuldført. Med Greiffenklaus død endte Würzburg-rokokoen.
- Den afsluttende udsmykning under Adam Friedrich von Seinsheim var i Ludvig 16.-stil.

Det såkaldte Ingelheimzimmer fra 1776 var i tidlig klassicistisk arkitektur og afsluttede en næsten 60-årig sammenhængende byggeperiode.
Slottet blev opført efter én sammenhængende plan, hvilket er sjældent for så stort en bygning. Anlægget virker derfor fuldkomment. Arkitekten Balthasar Neumann havde held med at skabe en syntese af arbejder af bygmestrene Maximilian von Welsch, Robert de Cotte, Anselm Franz von Ritter zu Groenesteyn, Gabriel Germain Boffrand og Johann Lucas von Hildebrandt. De sidste to deltog i udarbejdelsen af de første planer.
De omfattende skader på bygningen i 2. verdenskrigs slutfase er i dag fuldstændig udbedret. Takket være en kulturinteresseret amerikansk officer blev slottet reddet.